# 西安历史

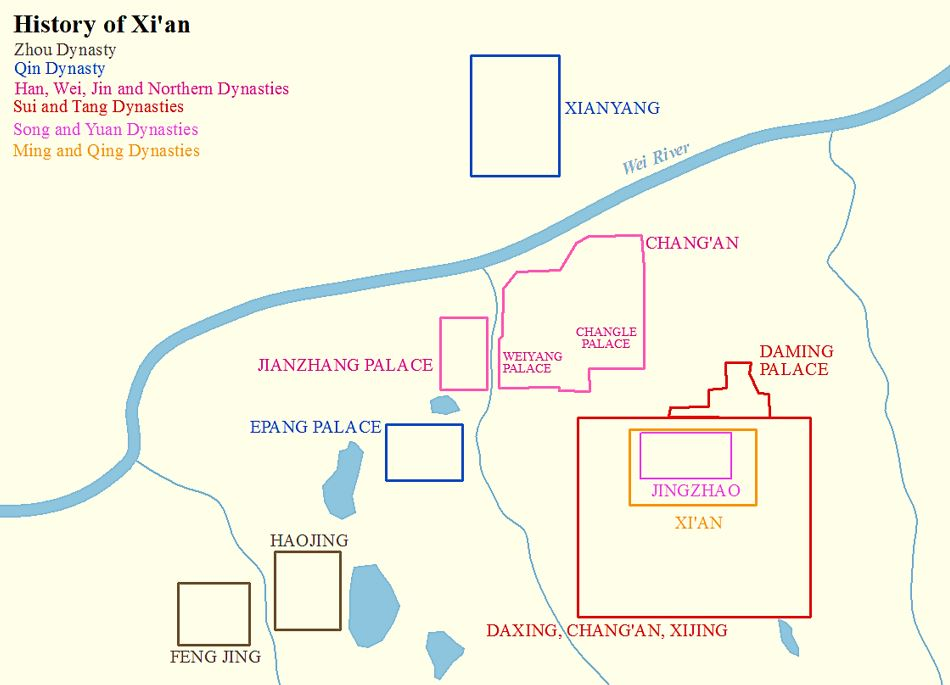
西安歷代國都及府城位置
周：丰京、镐京
秦：咸陽及阿房宮
漢、魏、晉及北朝：長安（包括長樂宮、未央宮及建章宮）
隋、唐：大興、長安／西京（包括大明宮）
宋、元：京兆府
明、清：西安

西安位于关中平原的中部。古称长安，为中国四大古都之一。明洪武二年（1369年）改元代称之的奉元路为西安府，“西安”自此得名。西安是历史古都，历史上曾有13个王朝在此建都，計有周、秦、汉（包括西漢、新莽及東漢獻帝時期）、西晋、前赵、前秦、后秦、西魏、北周、隋及唐，历时近1100年。中国历史上著名的农民起义领袖黄巢、李自成都在这里建立过政权。元代曾设陕西、四川行中书省；后改为安西路、奉元路。明代改奉元路为西安府，明崇祯十六年（1643年）李自成率农民起义军攻入西安后，曾改西安为长安。西安南屏地势磅礴的秦岭，东近险拔峻秀的华山，西临冬夏积雪的太白，北连逶迤延绵的北山。四山亭亭，沃壤广野居中，宜林宜牧，宜粮宜棉，宜瓜宜果，有高山避暑，有风光览胜，故古有“膏腴天府”、“陆海丰饶”之称。西安有被称为“世界第八大奇迹”的秦兵马俑遗址、古代城阙遗址、70多座帝王陵墓、众多名寺古塔、先民遗迹等优秀文化艺术遗产，随着对外开放政策的贯彻，近几年西安已成为世界旅游热点城市之一，因有“东方旅游胜地”之称。西安以电力机械、飞机制造、纺织、电子工业为主，文化教育发达，其各个大组团分别有“电工城”（西郊）、“飞机城”（阎良）、“纺织城”（东郊）、“文化城”（南郊）之称。

## 史前
西安的历史发展可以追溯到100万年前的蓝田猿人时期。新石器时代，西安地区是仰韶文化极其繁荣、遗址最为密集的区域，境内分布有半坡、鱼化寨、姜寨、杨官寨等原始文化遗址。

## 传说
蓝田地区历史悠久，百万年前在公王岭、陈家窝、辋川锡水洞、涝池河等多处地点有远古人类在此生活，作为中国上古神话传说系统较早序列的伏羲、女娲及其母亲华胥氏的传说也分布在这里。传说蓝田华胥镇为伏羲、女娲的母亲华胥氏的华胥国所在，临潼骊山为女娲墓与祠庙所在。自古至今，蓝田和临潼以及陕南的平利等地民众崇祀女娲，每年正月二十日女皇节和六月女娲庙会均举行盛大的庆祝和祭祀活动，形成独特的“华胥—女娲”文化。

## 夏商周
从文献关于夏启与有扈战于甘之野作《甘誓》的记载来看，夏的势力已经到达西安地区。商周时期，西安境内有属于商代的老牛坡遗址，位于西安市灞桥区燎原村北，是商王朝在渭水流域的一处中心聚落遗址。公元前约11世纪，周人把活动中心移入今西安市西南郊沣河流域。周文王在沣河西岸建立丰京，武王在沣河东岸建立镐京，伐纣灭商建立西周，开创了西安长期作为中国古代政治、经济、文化中心的历史格局。

## 秦
公元前350年，秦孝公遷都位於渭水北岸的咸陽，開始營造王宮。秦咸陽城舊址位於今西安市西北部與咸陽市東南部。前212年，秦始皇開始建造阿房宫，遗址位于今西安市西郊。至前207年，劉邦、項羽先後入咸陽，咸陽的秦宮室被項羽烧毁，結束了咸陽作為秦都144年的歷史，此時阿房宮尚未建成。

## 汉

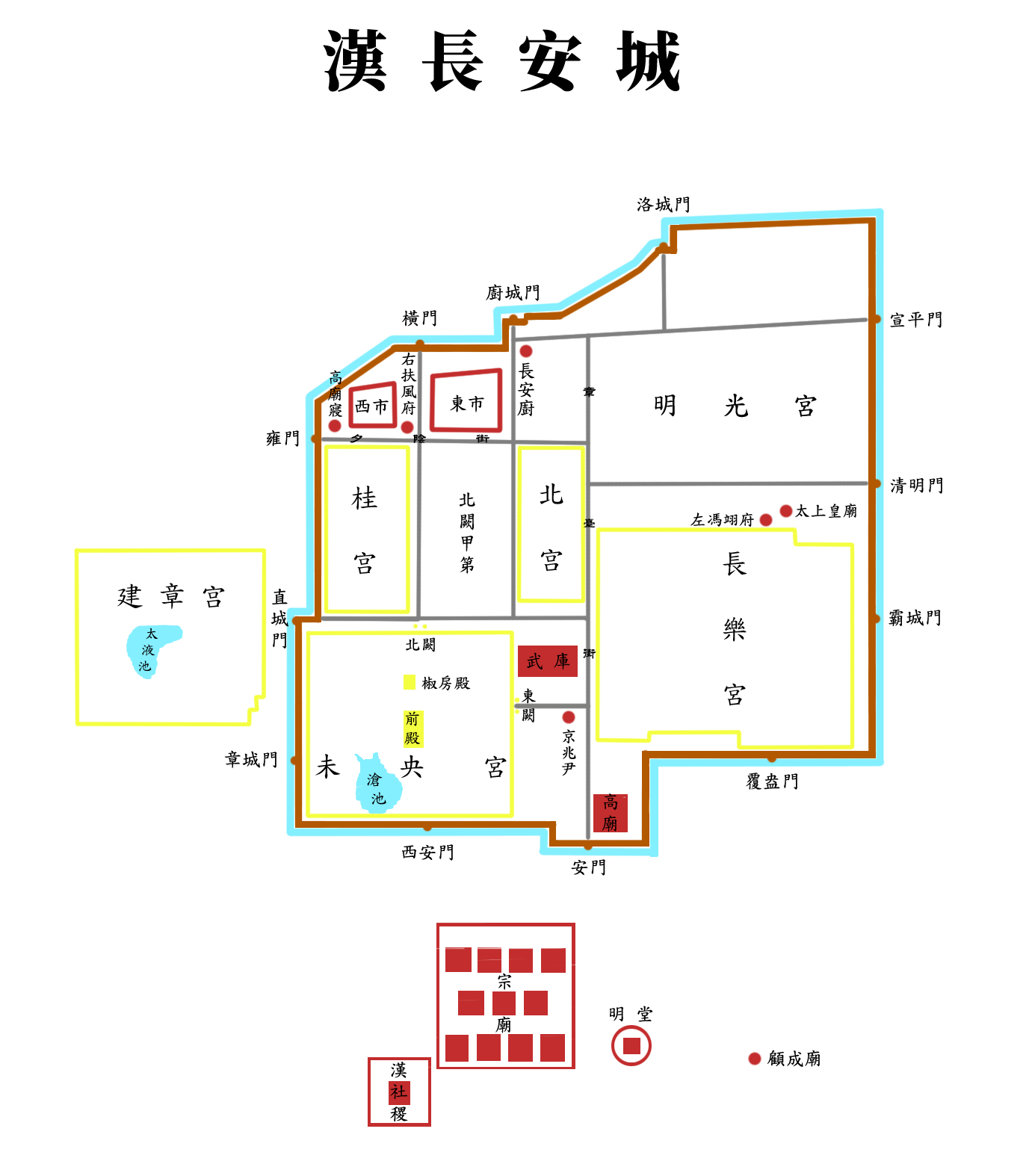
汉长安城图

汉长安城位于渭河以南的关中平原上，面积约36平方公里，是汉初在秦代离宫兴乐宫的基础上扩展兴建的都城。汉惠帝时起筑长安城墙，城周围63里，总面积约36平方公里。在西汉时期，作为首都的长安城一直是全国的政治、经济和文化中心，也是中国历史上第一座规模庞大、居民众多的城市。漢長安城自公元前200年刘邦建都以降，先後為西汉、新莽（改称「常安」）、东汉（献帝）、西晋（愍帝）、前赵、前秦、后秦、西魏、北周、隋（初）的都城。
汉长安城在近八百年使用后，年久失修。城中宫宇朽蠹，供水、排水严重不畅，不易修复，同时北靠渭河，城墙范围狭促，难以进一步扩建。隋朝初年迁都至大兴城后，廢棄了漢長安城，並把舊都划入禁苑。唐代曾经在遗址上重修了一些宫殿。唐末长安（唐長安城）被焚毁后，汉长安城遗址亦被摧毁。
漢長安城遗址位于今陕西省西安市区的西北郊外，1961年被中华人民共和国国务院公布为第一批全国重点文物保护单位之一。2001年，兆伦铸钱遗址并入。

## 隋唐
隋文帝建立隋朝後，命宇文恺在原長安城東南方興建新都城，之後在開皇三年（583年）遷都，並命名新都為大興城。至隋煬帝時，除开凿运河連接大兴和隋唐洛陽城，同時在宫城和皇城以外建造了外郭城。唐朝建立後继续在此定都，并更名为長安，此后进一步修建和改善，在唐太宗、唐高宗和唐玄宗年间先后增建了大明宫和兴庆宫等宫殿。
唐長安城面積達83.1平方公里，在盛唐时期是当时世界上最大、最繁华的国际大都市。安史之乱后，長安城幾經戰亂及民變的破壞，日漸衰敗。天祐元年（904年），朱全忠挟持唐昭宗迁都洛阳，并把宫室拆毁。后来，驻守长安的佑国军节度使韩建认为長安城广人稀，不利防守，于是放弃外城郭与宫城，並對皇城加以改筑，縮为“新城”，也就是五代、宋朝、金朝、元朝的长安城。至此，有着总计370年历史的长安城便宣告废弃。

## 五代及宋金
五代时，后梁改京兆府为雍州，设大安府，后唐改大安府为京兆府。宋代置陕西路，后置永兴军路。赵匡胤统一中国后，曾经有意迁都长安，最后由于部下反对，只得放弃。
金代改永兴军路为京兆府路。

## 元
元初，长安城的范围依然沿用韩建“新城”，并使用京兆府的名称。至元九年（公元1272年），元世祖封其三子忙哥剌为安西王，镇守其地，建安西王府。至元十六年（公元1279年）遂改京兆府为安西路。后来由于发生安西王叛乱，安西国被撤。皇庆元年（公元1312年），又改安西路为奉元路。据李好文在《长安志图》中所绘《奉元城图》，四面仅各一门，南门偏东，北门偏西，东西两门也不对称，城内建筑也无对称格局。市场集中在城内西北隅，有马市、羊市和秦川驿等。东北隅有太子府(明秦王府)、城隍庙、察院等。马可波罗于至元十二年（1275年）游历于此，写到：“城甚壮丽，为京兆国之都会……此城工商繁盛，产丝多，居人以制种种金锦丝绢，……凡人生必需之物，城中皆有，价值甚贱。”

## 明

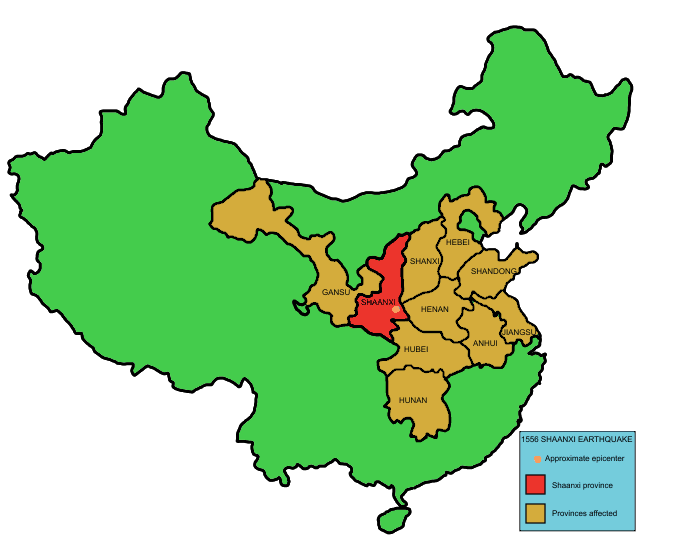
1556年嘉靖大地震，人类历史上死亡人数最多的一次地震

明代形成了今天西安的格局，西安的名称也源于明代。明洪武二年（公元1369年）三月，大将军徐达进兵奉元路，明朝政府即改奉元路为西安府。
洪武三年（公元1370年），朱元璋封次子朱樉为秦王。同年西安府城东北隅开始营建秦王府。秦王府时称“王城”，后讹为“皇城”，至1927年改名，一直沿用至今的西安城内的“新城”。实际上王城沿用了元代的太子府，王城外还有萧墙，萧墙以内则是王府机关所在地。明洪武七年至十一年新修了城垣。城内结构仍依韩建“新城”位置，将唐皇城城墙包入新墙之内，北、东两面向外约扩展了四分之一。扩大后的西安城大致依旧，洪武十三年（公元1380年）和洪武十七年（公元1384年）分别修建鼓楼钟楼，其位置也与元代的敬时楼和钟楼无异。
洪武二十四年（公元1391年）朱标西巡西安后，曾经提议迁都西安，不过他回到南京之后便病死。
嘉靖三十四年腊月十二（1556年1月23日），陕西省发生约8级的大地震，西安是重灾区之一，据《陕西通志》记载，位于西安的小雁塔为唐朝时修建，在此次地震中被震裂，塔身从十五层减少为十三层。地震造成全国死亡人数占计高达83万（不包括没有登记户口的居民），是中国历史以至全球史上伤亡最为惨重的一次地震。
万历十年（1528年）钟楼从唐迎祥观钟楼旧址迁于今天的位置，按原样重修，城内格局有所变化。从此之后，四条大街以钟楼为中心辐射出去，使城市有了明显的中轴线(并非完全正中)。城内建筑依然无法对称布局。布政使司署和西安府治东西一线，均在今天西大街以北，大致位于今社会三路和北院门大街之间。巡抚布院署在布政使司署西南北，今北院门西安市政府所在地。按察使署在鼓楼以西，也就是元代的御史台所在地，今化觉巷南段偏西处。贡院在安定门内以北，今为儿童公园。长安县署在在按察司署以西，即西安市教师进修学院所在地。咸宁县署在布政使司署东南三里许，即今天县门北街以北处。从城内重要机关布置看，北部为西安重心所在。

## 清
清代西安城内设置依旧，但在城东北修建一座满族驻防城，在城东南修建了汉军驻防城，以及增加了钟楼西南的总督布院署等。
現代測量明清西安城內面積約12平方公里，為唐長安城的七分之一。

## 民国
1911年10月22日，在辛亥革命爆发后西安也爆发了武装起义，占到总城面积约四分之一的满城被起义军攻陷并焚毁，成为西安城内的一处死角。
1921年冯玉祥第一次督陕，在原秦王府城（八旗教场）修改房屋，驻扎军队。1927年陕西省政府从北院门移至王城（当时名“红城”），同时改名新城，新城之名也源于此。此后新城就成为西安的行政中心，陕西省政府和西安绥靖公署先后设置与此。1928年，原满城区开辟为新市区，西安市政府再此规划道路，拍卖荒地。开辟东西南北四条新街，沟通了新市区和老城区内主要大街的联系。后来在北新街一带陆续盖起了“一德庄”、“四皓庄”、“六谷庄”，以及“七贤庄”等新村，成为西安新的住宅区。
1932年，隨著上海爆發一二八事變，国民政府曾经建立国民政府西京筹备委员会。雖然西安在隨後的戰時首都遴選中落敗於重慶，但国民政府繼續積極建設西安。1934年，陇海铁路通车至西安，新市区的东半部发展成为当时西安的工业区。

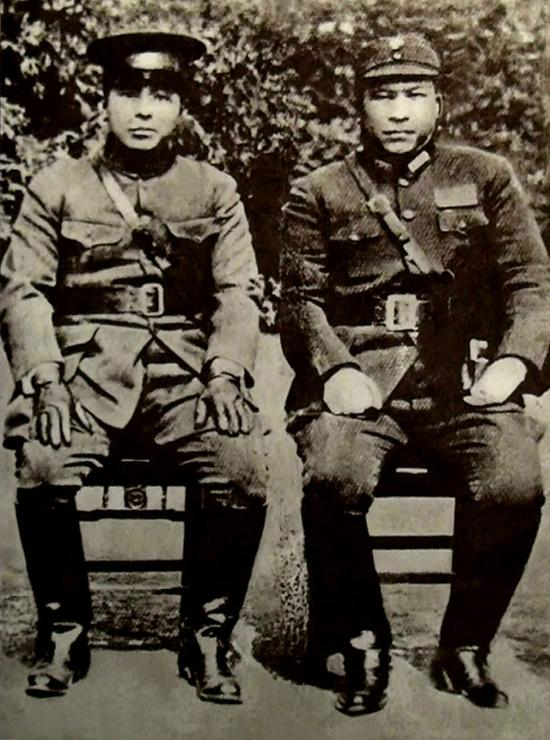
西安事变前（1936年1月）的张学良和杨虎城

在中共长征之后，陕北地区成了苏区，西安成为国民党的重要前线，1936年在此发生了西安事变。事變後，八路军在西安设立办事处，是1937年至1946年期间，中共设在国民党统治区的一个公开的合法机构。办事处於抗戰期間为延安根据地输送了大批青年知识分子和军需物资，中共領導人周恩来、邓小平、叶剑英等亦曾多次在办事处工作和生活。
抗日戰爭期間，西安為戰時重要的後方大城市之一，有若干軍工、教育資源，包括西京電廠、大華紗廠，西北聯合大學等。同時，隨著河南等地失守，大批难民沿陇海路涌入西安，主要集中在火车站和尚仁路（今解放路）一带。尚仁路迅速发展成为新的商业区，西安城内的商业重心也开始集中到了城市的东部。自1937年至1944年，日本對西安進行戰略轟炸，包括城隍廟在內的多座歷史建築在轟炸中被炸毀，南華公司倉庫被炸毀，鐘樓的西南角被炸。
1949年5月陝中戰役爆發，中國人民解放軍於5月20日攻佔西安。至6月中，國軍撤退，解放軍控制陝西中部地區。

## 中華人民共和國
1994年西安市被批准为全国综合配套改革试点城市和副省级城市。
2001年12月15日晚，西安市一家麦当劳快餐店发生自殺式爆炸，造成28人受傷，一人死亡。